# Междузвездни войни: Скелетен екипаж
„Междузвездни войни: Скелетен екипаж“ (на английски: Star Wars: Skeleton Crew) е предстоящ американски научнофантастичен сериал, създаден от Джон Уотс и Кристофър Форд за стрийминг услугата „Дисни+“ и е част от поредицата „Междузвездни войни“. В сериала участват Джуд Лоу, Рави Кейбът-Конйърс, Райън Киера Армстронг, Кириана Кратър, Робърт Тимъти Смит, Тунде Адебимпе, Кери Кондън и Ник Фрост. Премиерата на сериала излиза премиерно на 3 декември 2024 г. и ще съдържа осем епизода.